# An Phú, Thủ Đức
An Phú là một phường thuộc thành phố Thủ Đức, Thành phố Hồ Chí Minh, Việt Nam.

## Địa lý
Phường An Phú nằm ở phía trung tâm thành phố Thủ Đức, có vị trí địa lý:
- Phía đông giáp phường Phước Long B
- Phía tây giáp phường An Khánh
- Phía nam giáp các phường Bình Trưng Đông và Bình Trưng Tây
- Phía bắc giáp quận Bình Thạnh và các phường Thảo Điền, Trường Thọ, Phước Long A, Phước Bình.

Phường có diện tích 10,21 km², dân số năm 2021 là 28.559 người, mật độ dân số đạt 2.797 người/km².

## Lịch sử
Dưới thời Pháp thuộc, An Phú là một làng thuộc tổng An Bình, quận Thủ Đức, tỉnh Gia Định. Về sau, làng An Phú được mở rộng trên cơ sở sáp nhập làng Đông Phú kế cận.
Sau năm 1956, các làng được gọi là xã, An Phú là một xã thuộc quận Thủ Đức.
Sau năm 1975, xã An Phú thuộc huyện Thủ Đức, Thành phố Hồ Chí Minh.
Ngày 6 tháng 1 năm 1997, Chính phủ ban hành Nghị định số 03-CP. Theo đó:
- Chuyển xã An Phú về Quận 2 mới thành lập
- Thành lập phường An Phú trên cơ sở 1.042 ha diện tích tự nhiên và 6.724 người của xã An Phú
- Thành lập phường Thảo Điền trên cơ sở 375 ha diện tích tự nhiên và 6.714 người còn lại của xã An Phú.

Ngày 9 tháng 12 năm 2020, Ủy ban thường vụ Quốc hội ban hành Nghị quyết 1111/NQ-UBTVQH14 về việc thành lập thành phố Thủ Đức trên cơ sở sáp nhập toàn bộ diện tích và dân số của Quận 2, Quận 9 và quận Thủ Đức, phường An Phú thuộc thành phố Thủ Đức như hiện nay.